# 費希爾斯蘭丁 (紐約州)
費希爾斯蘭丁（英語：Fishers Landing）是位於美國紐約州傑佛遜縣的普查規定居民點。

## 人口
根據2020年美國人口普查的數據，費希爾斯蘭丁的面積為2.62平方千米，當中陸地面積為1.17平方千米，而水域面積為1.45平方千米。當地共有人口119人，而人口密度為每平方千米45.42人。